# Szwedzka Rada Ekspertów Ekonomicznych
Szwedzka Rada Ekspertów Ekonomicznych (szw. Expertrådet för studier i offentlig ekonomi) – instytucja powołana w grudniu 2007 na miejsce swojej poprzedniczki, Szwedzkiej Rady Ekspertów Ekonomicznych (Expertgruppen för studier i samhällsekonomi). Jest niezależnym ciałem doradczym, przygotowującym analizy z zakresu polityki finansowej i gospodarczej.

## Historia
W 1981 powołano w Szwecji pierwszą Radę Ekspertów Ekonomicznych (Expertgruppen för studier i offentlig ekonomi), osadzoną w strukturach Ministerstwa Finansów. Rada ta do swojej likwidacji (30 czerwca 2003) opracowała i opublikowała 190 raportów.
W latach 2004–2007 działała jej następczyni (Expertgruppen för studier i samhällsekonomi), którą w grudniu 2007 roku zastąpiła Rada Ekspertów Ekonomicznych (Expertrådet för studier i offentlig ekonomi).

## Członkowie
- Lars Heikensten, przewodniczący, były prezes szwedzkiego banku centralnego (Riksbanken)
- Shirin Ahlbäck, Öberg, wykładowca akademicki nauki o państwie na Uniwersytecie w Uppsali
- Robert Erikson, profesor socjologii w Instytucie Badań Społecznych przy Uniwersytecie w Sztokholmie.
- Harry Flam, profesor międzynarodowych stosunków gospodarczych w Instytucie MSG przy Uniwersytecie w Sztokholmie
- Yvonne Gustavsson, dyrektor generalny ESV
- Lars Hultkrantz, Profesor Ekonomii na Uniwersytecie w Örebro
- Eva Mörk, docent ekonomii na Uniwersytecie w Uppsali